# Bohdan Khmelnytsky
Bohdan Zynovii Mykhailovych Khmelnytskyi (tiếng Ruthenia: Ѕѣнові Богданъ Хмелнiцкiи; tiếng Ukraina: Богдан Зиновій Михайлович Хмельницький; k. 1595 – 6 tháng 8 năm 1657) là một quý tộc Ruthenia và chỉ huy quân sự của người Cossack Ukraina với tư cách Hetman của Quân đoàn Zaporozhia, khi đó thuộc quyền bá chủ của Thịnh vượng chung Ba Lan–Litva. Ông lãnh đạo một cuộc khởi nghĩa chống lại Thịnh vượng chung và các đại quý tộc năm 1648–1654, kết quả là tạo thành một nhà nước Cossack độc lập tại Ukraina. Năm 1654, ông ký kết Hiệp định Pereyaslav với Sa hoàng Nga, theo đó Quốc gia hetman Cossack liên minh với Nga, đặt miền trung Ukraina hiện nay dưới quyền bảo hộ của Nga.

## Cuộc sống ban đầu

Biểu trưng của gia tộc Khmelnytsky

Thịnh vượng chung Ba Lan–Litva dưới thời cai trị của Władysław IV, khoảng năm 1635

Mặc dù không có bằng chứng chắc chắn về ngày sinh của Khmelnytsky, nhà sử học sinh tại Ukraina Mykhaylo Maksymovych đưa ra giả thuyết rằng có khả năng đó là ngày 27 tháng 12 năm 1595 lịch Julius (ngày Thánh Theodore). Theo phong tục của Giáo hội Chính thống giáo, ông được rửa tội bằng một trong những tên đệm của ông là Theodor, được dịch sang tiếng Ukraina là Bohdan. Tuy nhiên, một cuốn tiểu sử về Khmelnytsky của Smoliy và Stepankov đề xuất rằng nhiều khả năng ông sinh ngày 9 tháng 11 (ngày lễ Thánh Zenoby, 30 tháng 10 lịch Julius) và được rửa tội vào ngày 11 tháng 11 (ngày lễ Thánh Theodore trong Giáo hội Công giáo).
Khmelnytsky có lẽ sinh tại làng Subotiv, gần Chyhyryn thuộc Vương quốc Ba Lan tại khu đất của cha ông là Mykhailo Khmelnytsky. Ông sinh ra trong tầng lớp quý tộc nhỏ Ukraina. Cha ông là một triều thần của Đại hetman vương miện Stanisław Żółkiewski, nhưng sau đó tham gia chính quyền của con rể ông ta là Jan Daniłowicz, người này vào năm 1597 trở thành starosta của Korsuń và Chyhyryn và bổ nhiệm Mykhailo Khmelnytsky làm người đại diện cho mình tại Chyhyryn (chức pidstarosta). Do công lao phụng sự của mình, Mykhailo Khmelnytsky được trao cho một dải đất gần thị trấn, tại đó ông lập ra một khutor Subotiv (một điểm dân cư).
Tồn tại tranh luận về việc liệu Bohdan và cha ông có thuộc Szlachta (thuật ngữ tiếng Ba Lan chỉ quý tộc). Một số nguồn cho rằng vào năm 1590 cha ông Mykhailo được bổ nhiệm làm một sotnyk của starosta Korsun-Chyhyryn Jan Daniłowicz, người này tiếp tục thuộc địa hóa các vùng đất Ukraina mới gần sông Dnepr (Dnipro). Khmelnytsky được cho là một quý tộc, và vị thế của cha ông là pidstarosta của Chyhyryn giúp ông được những người khác nhìn nhận như vậy. Tuy nhiên, trong khởi nghĩa thì Khmelnytsky nhấn mạnh nguồn gốc Cossack của mẹ ông và những kỳ công của cha ông đối với người Cossack của Sich.
Khmelnytsky vào học một trường dòng Jesuit, có lẽ nằm tại Jarosław, nhưng có khả năng hơn là tại Lviv trong trường học do hetman Żółkiewski thành lập. Ông hoàn thành học tập vào năm 1617, có được kiến thức rộng về lịch sử thế giới và học tiếng Ba Lan và Latin. Về sau ông cũng học tiếng Thổ Nhĩ Kỳ, Tatar và Pháp. Không như nhiều học sinh dòng Jesuit khác, ông không đi theo Công giáo La Mã mà vẫn theo Chính thống giáo.
Khmelnytsky kết hôn với Hanna Somkivna, là chị em gái của một người Cossack  Pereyaslavl giàu có; hai người cư trú tại Subotiv. Đến nửa cuối thập niên 1620, họ có được ba người con gái: Stepanyda, Olena và Kateryna. Người con trai đầu tiên của ông là Tymish (Tymofiy) sinh năm 1632, và một người con trai khác là Yuriy sinh vào năm 1640.

## Cossack ghi danh
Đến khi hoàn thành việc học vào năm 1617, Khmelnytsky bắt đầu phục vụ người Cossack. Ngay từ năm 1619, ông cùng cha mình được cử đến Moldavia, khi Thịnh vượng chung Ba Lan–Litva bước vào chiến tranh chống lại Đế quốc Ottoman. Trong trận Cecora (Țuțora) vào ngày 17 tháng 9 năm 1620, cha ông bị giết, còn ông cùng nhiều người khác như hetman tương lai Stanisław Koniecpolski bị người Thổ bắt giữ. Ông trải qua hai năm bị giam cầm tại Constantinople trong thân phận tù nhân của một Kapudan Pasha (đại đô đốc) Ottoman (có lẽ là Parlak Mustafa Pasha). Các nguồn khác cho rằng ông phải làm nô lệ trong Hải quân Ottoman trên các thuyền galley với vai trò là oarsman (chèo thuyền), lúc này ông nắm bắt được kiến thức về các ngôn ngữ Turk.
Mặc dù không có bằng chứng chắc chắn về việc ông trở lại Ukraina, nhưng hầu hết sử gia cho rằng Khmelnytsky đào thoát hoặc được chuộc về. Các nguồn có khác biệt về ân nhân của ông, có thể là mẹ ông, bạn bè, quốc vương Ba Lan, nhưng có lẽ là Đại sứ Ba Lan-Litva Krzysztof Zbaraski tại Ottoman. Năm 1622, ông trả 30.000 thaler tiền chuộc cho tất cả tù binh chiến tranh bị bắt trong trận Cecora. Khi trở về Subotiv, Khmelnytsky tiếp quản điều hành gia sản của cha mình và trở thành một "người Cossack ghi danh" trong Trung đoàn Chyhyryn.
Ông rất có thể đã không tham gia vào bất kỳ cuộc nổi dậy nào của người Cossack xảy ra tại Ukraina vào thời điểm đó. Công lao phục vụ trung thành của ông giúp ông đạt được cấp bậc viên lục sự quân sự (pisarz wojskowy) của "người Cossack ghi danh" vào năm 1637. Điều này xảy ra sau khi khởi nghĩa Pavlyuk đầu hàng tại thị trấn Borowica vào ngày 24 tháng 12 năm 1637, khi hetman chiến trường Mikołaj Potocki bổ nhiệm chức vụ trưởng lão Cossack mới. Mikołaj Potocki phải làm điều này vì các trưởng lão hoặc tham gia phiến quân Pavlyuk hoặc bị ông giết (như viên lục sự quân sự cũ là Teodor Onuszkowicz). Vì chức vụ mới này nên Khmelnytsky là người chuẩn bị và ký kết một đạo luật đầu hàng.
Giao tranh không ngừng lại tại Borowica, phiến quân Cossack lại trỗi dậy dưới quyền chỉ huy của Ostryanyn và Hunia vào mùa xuân năm sau. Mikołaj Potocki lại thành công và sau sáu tuần vây hãm thì phiến quân Cossack buộc phải đầu hàng vào ngày 3 tháng 8 năm 1638. Giống như năm trước, một số "người Cossack ghi danh" tham gia phiến quân, còn một số người vẫn trung thành. Không giống làn trước, Potocki quyết định không trừng phạt người Cossack nổi loạn, nhưng buộc tất cả họ thề trung thành với quốc vương và nhà nước và thề không tìm cách trả thù nhau. Hetman cũng đồng ý thỉnh cầu của họ về việc phái sử giả đến gặp quốc vương nhằm tìm kiếm khoan hồng và duy trì quyền lợi của người Cossack. Họ được bầu vào một hội đồng vào  ngày 9 tháng 9 năm 1638 tại Kyiv. Bohdan Khmelnytsky là một trong số họ; ba người còn lại là Iwan Bojaryn, thượng tá của Kaniów, Roman Połowiec và Jan Wołczenko.
Các sứ giả không đạt được nhiều kết quả, chủ yếu là do tất cả các quyết định đã được Sejm đưa ra vào đầu năm, khi các đại biểu chấp nhận kế hoạch do Đại Hetman Stanisław Koniecpolski đệ trình. Người Cossack buộc phải chấp thuận các điều khoản mới khắc nghiệt trong hội đồng kế tiếp tại Masłowy Staw, ven sông Ros. Theo một trong các mục của Ordynacya Woyska Zaporowskiego ("Quy định Quân Zaporozhia") thì "người Cossack ghi danh" mất quyền lợi tự bầu các sĩ quan và một chỉ huy gọi là trưởng lão (starszy) hoặc ủy viên. Từ đó trở đi, trưởng lão do Sejm đề cử, theo khuyến nghị của Đại Hetman. Đại Hetman cũng có quyền bổ nhiệm tất cả các sĩ quan. Các ủy viên, thượng tá, và osaul phải là một quý tộc, còn các sotnik và ataman phải là người Cossack, những người "xuất sắc trong phục vụ chúng ta và Thịnh vượng chung". Khmelnytsky trở thành một trong các sotnik của Trung đoàn Chyhryn.
Năm 1663 tại Paris, Pierre Chevalier xuất bản một quyển sách về khởi nghĩa Cossack có tựa đề là Histoire de la guerre des Cosaques contre la Pologne, cuốn sách mà ông dành tặng cho Nicolas Léonor de Flesselles, bá tước de Brégy, người từng là đại sứ tại Ba Lan năm 1645 Trong lời đề tặng ông mô tả cuộc gặp giữa de Brégy với Khmelnytsky tại Pháp, và nhóm người Cossack ông đem đến Pháp để chống lại người Tây Ban Nha tại Vlaanderen. Chevalier cũng tuyên bố rằng bản thân ông chỉ huy quân Cossack tại đó. Mặc dù trong những phần xa của cuốn sách, Chevalier không đề cập đến người Cossack hay Khmelnytsky dù chỉ một lần. Trong tác phẩm khác của mình, Relation des Cosaques (avec la vie de Kmielniski, tirée d'un Manuscrit), xuất bản cùng năm, cũng bao gồm một tiểu sử của Khmelnytsky, không có đề cập về ông hoặc những người Cossack khác ở tại Pháp hoặc Vlaanderen. Hơn nữa, cuốn sách đầu tiên của Chevalier là nguồn duy nhất đề cập đến một sự kiện như vậy, không có dấu vết nào về nó ngay cả trong thư từ của bá tước de Brègy.
Tuy nhiên đúng là ông ta đã tiến hành tuyển mộ binh sĩ tại Ba Lan cho quân đội Pháp trong những năm 1646-1648. Trên thực tế, ông đã thành công và khoảng 3000 người trong số họ đã đi qua Gdańsk đến Vlaanderen và tham gia các trận chiến xung quanh Dunkerque. Các nguồn tin của Pháp mô tả họ là infanterie tout Poulonnois qu'Allemand. Họ được chỉ huy bởi các thượng tá Krzysztof Przyjemski, Andrzej Przyjemski và Georges Cabray. Đợt tuyển quân thứ hai diễn ra vào năm 1647 và được chỉ huy bởi Jan Pleitner. Nhà sử học người Pháp thế kỷ 17 Jean-François Sarasіn trong tác phẩm Histoire de siège de Dunkerque khi mô tả sự tham gia của lính đánh thuê Ba Lan trong các trận chiến tại Dunkerque, lưu ý rằng họ được chỉ huy bởi một số "Sirot". Một số nhà sử học xác định ông ta là Ivan Sirko, ataman của người Cossack.
Tuyên bố rằng Khmelnytsky và người Cossack thực sự ở Pháp được một số nhà sử học Ukraina ủng hộ, trong khi các học giả khác và hầu hết các học giả Ba Lan cho rằng điều đó khó xảy ra.

## Vụ Czapliński
Sau khi đại quý tộc Stanisław Koniecpolski mất thì người thừa kế Aleksander vẽ lại bản đồ tài sản của mình. Ông ta yêu sách về khu đất của Khmelnytsky, cho rằng nó là của ông ta. Khmelnytsky cố tìm kiếm bảo hộ từ đại quý tộc quyền lực khỏi vụ chiếm đoạt này, ông viết nhiều thỉnh cầu và thư từ cho các đại biểu khác nhau của quốc vương Ba Lan nhưng không giúp ích gì. Đến cuối năm 1645, starosta Chyhyryn là Daniel Czapliński chính thức nhận ủy quyền từ Koniecpolski về việc tịch biên khu đất Subotiv của Khmelnytsky.

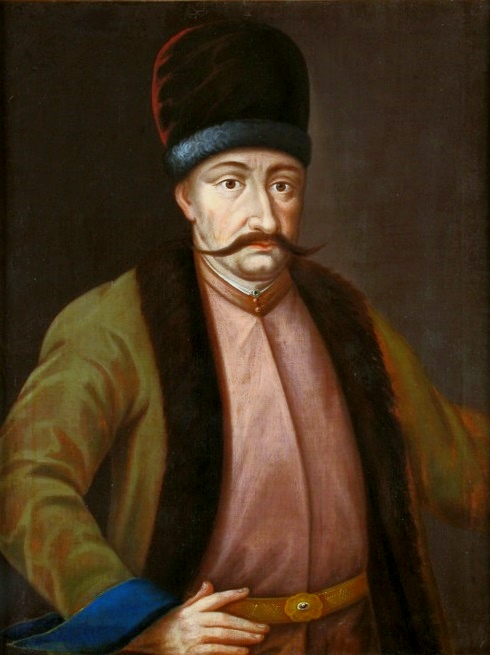
Chân dung Bohdan Khmelnytsky (khoảng 1650) trong Bảo tàng quận tại Tarnów. Khmelnytsky thu được quần áo may sẵn từ phương Đông. Theo một thông điệp năm 1651, Sultan Mehmed IV gửi cho ông "một caftan gấm, một trong các caftan hoàng gia tôn kính của ông."

Vào mùa hè năm 1646, Khmelnytsky thu xếp một cuộc yết kiến Quốc vương Władysław IV để biện hộ cho vụ việc của mình, vì ông có địa vị thuận lợi trong triều. Władysław vốn dĩ muốn người Cossack đứng về phía mình trong các cuộc chiến mà người này đã lên kế hoạch, do vậy trao cho Khmelnytsky một giấy nhượng đất hoàng gia, bảo hộ các quyền lợi của ông đối với khu đất Subotiv. Tuy nhiên, do cấu trúc của Thịnh vượng chung vào khi đó và tình trạng vô pháp luật của Ukraina, thậm chí Quốc vương cũng không thể ngăn chặn  một cuộc đối đầu với các đại quý tộc địa phương. Vào đầu năm 1647, Daniel Czapliński bắt đầu quấy rối Khmelnytsky nhằm buộc ông từ bỏ đất đai. Trong hai lần đại quý tộc đã đột kích Subotiv: tài sản bị thiệt hại đáng kể và con trai của Khmelnytsky là Yuriy bị đánh đập thậm tệ. Cuối cùng, vào tháng 4 năm 1647, Czapliński đã thành công trong việc đuổi Khmelnytsky khỏi vùng đất, ông bị buộc phải chuyển gia đình đông người của mình đến nhà người thân tại Chyhyryn.
Vào tháng 5 năm 1647, Khmelnytsky sắp xếp một cuộc yết kiến thứ hai với quốc vương để biện hộ cho vụ việc của mình, nhưng nhận thấy quốc vương không muốn đối đầu với một đại quý tộc quyền lực. Ngoài việc mất gia sản, Khmelnytsky còn phải chịu mất vợ là Hanna, và ông chỉ còn các con của họ. Ông nhanh chóng tái hôn với Motrona (Helena Czaplińska), trước đó là vợ của Daniel Czapliński, được gọi là "Helen của thảo nguyên". Ông kém thành công trong lĩnh vực bất động sản, và không thể lấy lại đất đai và tài sản trong khu đất của mình hoặc bồi thường tài chính cho chúng. Trong thời gian này, ông đã gặp một số quan chức cấp cao của Ba Lan để thảo luận về cuộc chiến của người Cossack với người Tatar, và lại nhân dịp này để biện hộ cho vụ việc của mình với Czapliński, nhưng vẫn không thành công.
Trong khi Khmelnytsky không tìm thấy sự hỗ trợ từ các quan chức Ba Lan, ông lại tìm thấy nó trong những người bạn và cấp dưới Cossack của mình. Trung đoàn Chyhyryn của ông và những đơn vị khác đứng về phía ông. Suốt mùa thu năm 1647, Khmelnytsky đi hết trung đoàn này đến trung đoàn khác, và có nhiều cuộc tham vấn với các thủ lĩnh Cossack trên khắp Ukraina. Hoạt động của ông làm dấy lên nghi ngờ trong các quan chức Ba Lan tại địa phương vốn đã quen với các cuộc nổi dậy của người Cossack; ông bị bắt ngay lập tức. Koniecpolski hạ lệnh hành quyết ông, nhưng người đang giam giữ Khmelnytsky là polkovnyk Cossack Chyhyryn bị thuyết phục thả ông ra. Không liều mạng thêm nữa, Khmelnytsky hướng đến Sich Zaporozhia cùng với một nhóm những người ủng hộ ông.

## Khởi nghĩa

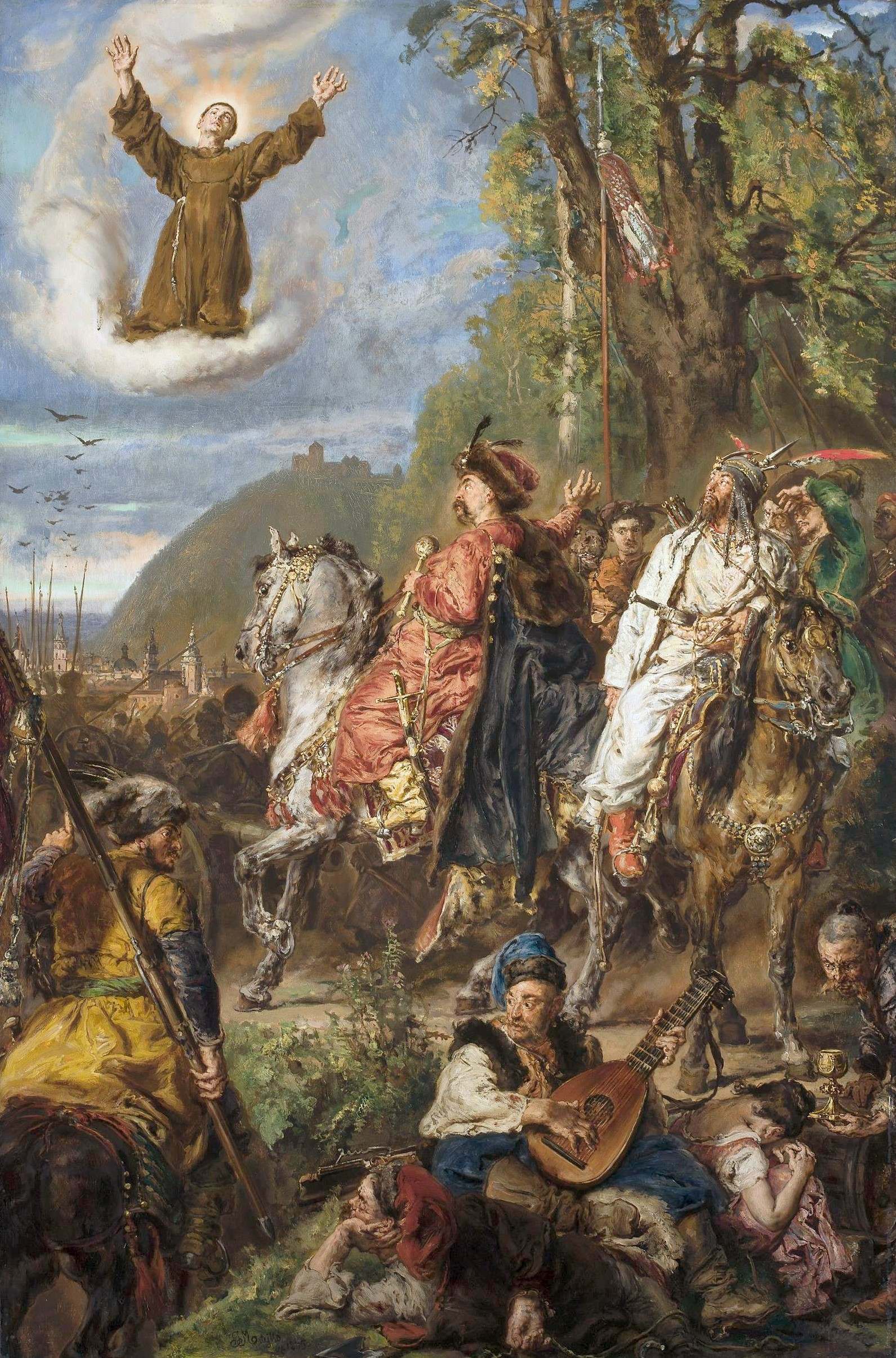
Bohdan Khmelnytsky (trái) cùng Tugay Bey (phải) tại Lviv, tranh sơn dầu của Jan Matejko, 1885, Bảo tàng quốc gia tại Warszawa

Mặc dù vụ việc Czapliński thường được cho là nguyên nhân trực tiếp của cuộc khởi nghĩa, nhưng nó chủ yếu là chất xúc tác cho các hành động thể hiện việc quần chúng ngày càng bất mãn. Tôn giáo, dân tộc và kinh tế là yếu tố dẫn đến sự bất mãn này. Trong khi Thịnh vượng chung Ba Lan-Litva duy trì là một liên minh các quốc gia, nhưng người Ruthenia Chính thống giáo có dân số đông đảo lại bị bỏ qua. Họ bị các đại quý tộc Ba Lan áp bức, nên họ trút cơn thịnh nộ lên người Ba Lan, cũng như người Do Thái-những người thường quản lý các khu đất của giới quý tộc Ba Lan. Sự xuất hiện của Phản cải cách làm xấu đi mối quan hệ giữa các Giáo hội Chính thống và Công giáo. Nhiều người Ukraina theo Chính thống giáo cho rằng Liên minh Brest là một mối đe dọa đối với đức tin Chính thống của họ.

## Thành công ban đầu
Vào cuối năm 1647, Khmelnytsky đến cửa sông Dnepr. Vào ngày 7 tháng 12, biệt đội nhỏ của ông (300–500 người) được giúp đỡ của những "người Cossack ghi danh" theo phe của ông, đã tước vũ khí của biệt đội nhỏ của Ba Lan đang canh giữ khu vực, và chiếm Sich Zaporozhia. Người Ba Lan cố gắng chiếm lại Sich nhưng bị đánh bại một cách dứt khoát khi có thêm nhiều "người Cossack ghi danh" gia nhập lực lượng. Đến cuối tháng 1 năm 1648, một Rada Cossack được triệu tập và Khmelnytsky được nhất trí bầu làm hetman. Sau đó là một thời kỳ hoạt động sôi nổi. Những người Cossack này cùng thư của hetman được phái đến nhiều vùng của Ukraina để kêu gọi người Cossack và nông dân Chính thống giáo tham gia khởi nghĩa. Khortytsia được củng cố phòng thủ, họ nỗ lực thu thập và chế tạo vũ khí, đạn dược, đồng thời cử sứ giả đến hãn của Krym là İslâm III Giray.
Ban đầu, chính quyền Ba Lan xem nhẹ tin tức về việc Khmelnytsky đến Sich và tường thuật về cuộc khởi nghĩa một cách nhẹ nhàng. Hai bên trao đổi danh sách các yêu cầu: người Ba Lan yêu cầu người Cossack giao ra thủ lĩnh nổi loạn và giải tán, trong khi Khmelnytsky và Rada yêu cầu Thịnh vượng chung khôi phục các quyền khi xưa của người Cossack, ngăn chặn bước tiến của Giáo hội Công giáo Hy Lạp Ukraina, nhường lại quyền bổ nhiệm các nhà lãnh đạo Chính thống giáo của các trung đoàn Sich và "Cossack ghi danh", đồng thời rút quân đội Thịnh vượng chung khỏi Ukraina. Các đại quý tộc Ba Lan nhìn nhận các yêu cầu này là một sự sỉ nhục, và một đội quân do Stefan Potocki đứng đầu đã tiến về phía Sich.
Nếu như người Cossack ở lại Khortytsia, họ có thể đã bị đánh bại giống như nhiều cuộc nổi dậy khác. Tuy nhiên, Khmelnytsky đã hành quân chống lại người Ba Lan. Hai đội quân gặp nhau vào ngày 16 tháng 5 năm 1648 tại Zhovti Vody, quân Cossack được hỗ trợ từ người Tatar của Tugay Bey và gây ra thất bại nặng nề đầu tiên cho Thịnh vượng chung. Họ lại có thành công tương tự ngay sau đó, trong trận Korsuń vào ngày 26 tháng 5 năm 1648. Khmelnytsky vận dụng tài ngoại giao và quân sự của mình: dưới quyền lãnh đạo của ông, quân Cossack tiến vào các vị trí chiến đấu theo kế hoạch của ông, quân Cossack chủ động và quyết đoán trong các cuộc thao diễn và tấn công của họ, và quan trọng nhất, là ông nhận được sự ủng hộ của cả hai đội quân lớn gồm "Cossack ghi danh" và Hãn quốc Krym, và người Tatar là đồng minh quan trọng của ông trong nhiều trận chiến sắp tới.

### Thành lập Quốc gia hetman Cossack

Huy hiệu của Quốc gia hetman Cossack

Thượng phụ của Jerusalem Paiseus khi đó đang thăm Kyiv, gọi Khmelnytsky là thân vương của Rus, người đứng đầu một nhà nước Ukraina độc lập,  theo những người đương thời. Vào tháng 2 năm 1649, trong các cuộc đàm phán tại Pereiaslav với một phái đoàn Ba Lan do Thượng nghị sĩ Adam Kysil dẫn đầu, Khmelnytsky tuyên bố rằng ông là "nhà độc tài duy nhất của Rus" và rằng ông có "đủ quyền lực tại Ukraina, Podilia, và Volyn... trên vùng đất và thân vương quốc của ông vươn xa đến Lviv, Chełm, và Halych."
Tôi đã làm được nhiều hơn những gì tôi nghĩ trước đây, bây giờ tôi sẽ đạt được những gì tôi đã xét lại gần đây. Tôi sẽ giải phóng tất cả nhân dân Ruthenia khỏi nỗi thống khổ của Ba Lan! Trước đây tôi đấu tranh cho những lời xúc phạm và bất công đã gây ra cho tôi, bây giờ tôi sẽ đấu tranh cho đức tin Chính thống giáo của chúng tôi. Và tất cả mọi người sẽ giúp tôi theo mọi cách đến tận Lublin và Krakow, và tôi sẽ không lùi bước trước mọi người vì họ là cánh tay phải của chúng tôi. Và để bạn không tấn công người Cossack bằng cách chinh phục nông dân, tôi sẽ có hai, ba trăm nghìn người trong số họ.— (Bohdan Khmelnytsky, Thân vương Ruthenia)

Sau giai đoạn thành công ban đầu về quân sự, quá trình xây dựng nhà nước bắt đầu. Khả năng lãnh đạo của ông được thể hiện trong mọi lĩnh vực xây dựng nhà nước: quân sự, hành chính, tài chính, kinh tế và văn hóa. Khmelnytsky đã biến Quân đoàn Zaporozhia trở thành quyền lực tối cao tại quốc gia Ukraina mới, và thống nhất tất cả các lĩnh vực của xã hội Ukraina dưới quyền của ông. Khmelnytsky xây dựng một hệ thống chính phủ mới và phát triển chính quyền quân sự và dân sự.
Một thế hệ chính khách và lãnh đạo quân sự mới đi lên tuyến đầu: Ivan Vyhovsky, Pavlo Teteria, Danylo Nechai và Ivan Nechai, Ivan Bohun, Hryhoriy Hulyanytsky. Từ các polkovnyk, sĩ quan và chỉ huy quân sự Cossack, một tầng lớp ưu tú mới trong Quốc gia hetman Cossack được sản sinh. Trong suốt nhiều năm, giới thượng lưu bảo tồn và duy trì quyền tự trị của Quốc gia hetman Cossack trước nỗ lực của Nga nhằm kiềm chế họ. Đây cũng là điều chủ yếu khởi đầu cho Thời đại Hủy diệt sau đó, cuối cùng phá hủy hầu hết các thành tựu của thời đại Khmelnytsky.

### Phức tạp

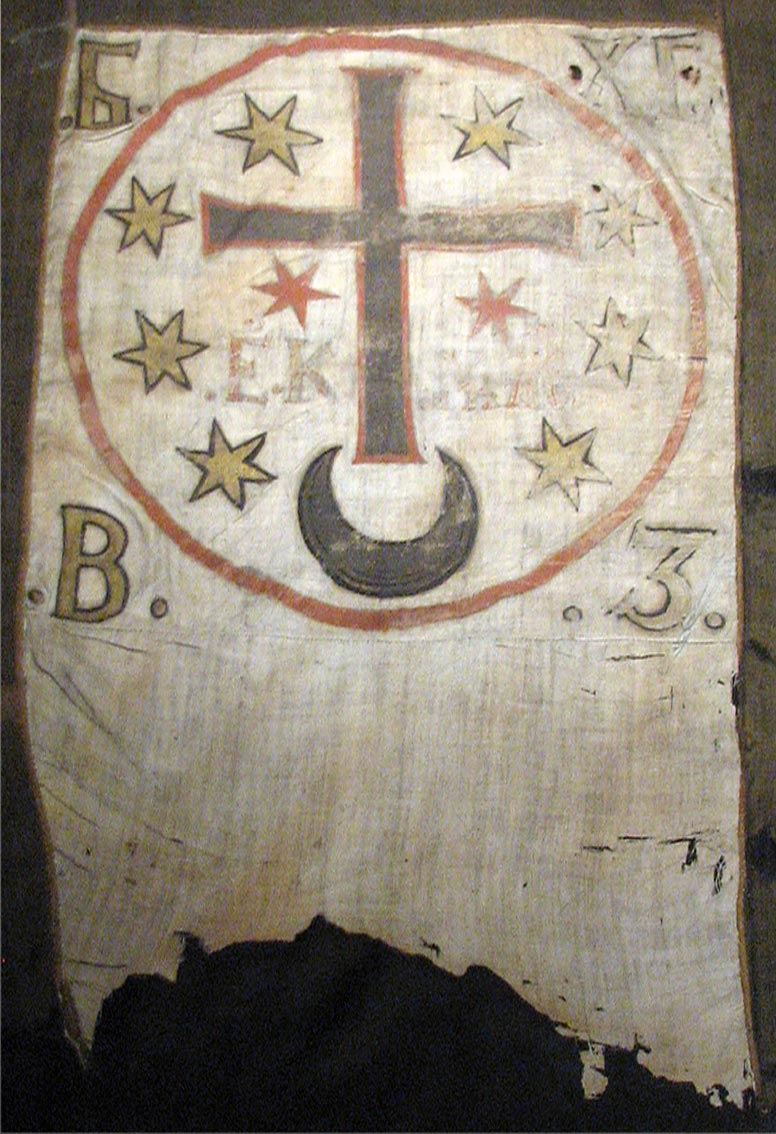
Cờ của Bohdan Khmelnytsky lấy trong trận Berestechko. Nó sau đó bị người Thụy Điển lấy tại Warszawa năm 1655 và nay lưu tại Stockholm.

Sau những thành công ban đầu của Khmelnytsky là một loạt thất bại vì cả Khmelnytsky và Thịnh vượng chung đều không có đủ sức mạnh để ổn định tình hình hoặc khiến cho kẻ thù thất bại. Tiếp theo là một thời kỳ chiến tranh không liên tục và một số hiệp ước hòa bình nhưng hiếm khi được duy trì. Từ mùa xuân năm 1649 trở đi, tình hình trở nên tồi tệ hơn đối với quân Cossack; khi các cuộc tấn công của Ba Lan tăng tần suất, họ trở nên thành công hơn. Kết quả là Hiệp định Zboriv vào ngày 18 tháng 8 năm 1649 không thuận lợi cho người Cossack. Tiếp theo là một thất bại khác trong trận Berestechko vào ngày 18 tháng 6 năm 1651, lần đó quân Tatar phản bội Khmelnytsky và bắt giữ hetman. Quân Cossack chịu thất bại nặng nề với ước tính khoảng 30.000 thương vong. Họ buộc phải ký vào Hiệp định Bila Tserkva, ưu đãi Thịnh vượng chung Ba Lan-Litva. Chiến tranh lại nổ ra và trong những năm sau đó, hai bên gần như thường xuyên xảy ra chiến tranh. Giờ đây, người Tatar Krym đóng vai trò quyết định và không cho phép bên nào chiếm ưu thế. Lợi ích của họ là giữ cho cả Ukraina và Thịnh vượng chung Ba Lan-Litva không trở nên quá mạnh, và trở thành một cường quốc thực chất trong khu vực.
Khmelnytsky bắt đầu tìm kiếm một đồng minh bên ngoài khác. Mặc dù người Cossack đã thiết lập nền độc lập trên thực tế khỏi Ba Lan, nhưng nhà nước mới cần tính hợp pháp, điều này có thể được cung cấp bởi một quân chủ nước ngoài. Để tìm kiếm một chế độ bảo hộ, Khmelnytsky đã tiếp cận sultan Ottoman vào năm 1651, và các đoàn sứ giả chính thức đã được trao đổi. Người Thổ Nhĩ Kỳ đề nghị họ làm chư hầu, giống như các thỏa thuận khác của Ottoman với Krym, Moldavia và Wallachia đương thời. Tuy nhiên, ý tưởng về một liên minh với quân chủ Hồi giáo không được dân chúng nói chung và hầu hết người Cossack chấp nhận.
Các đồng minh khả thi khác là nước Nga Sa hoàng. Tuy nhiên, bất chấp những lời kêu gọi giúp đỡ từ Khmelnytsky nhân danh đức tin Chính thống giáo mà họ cùng chia sẻ, Sa hoàng vẫn muốn chờ đợi, cho đến khi mối đe dọa của liên minh Cossack-Ottoman vào năm 1653 cuối cùng buộc Sa hoàng phải hành động. Ý tưởng rằng sa hoàng có thể thuận lợi trong việc chiếm Ukraina dưới tay mình đã được truyền đạt đến hetman và vì vậy hoạt động ngoại giao được tăng cường.

## Hiệp định với Sa hoàng

Cờ của Bohdan Khmelnytsky. Viết tắt: Bohdan (Б) Khmelnytsky (Х), hetman (Г) của Quân đoàn (В) Zaporozhia (З) và [của mình] (Е) quốc vương (К) điện hạ (МЛС) của Rzecz Pospolita.

Sau một loạt các cuộc đàm phán, đạt được đồng thuận rằng người Cossack sẽ chấp nhận quyền thống trị của Sa hoàng Alexei Mikhailovich. Để hoàn tất hiệp định, một đoàn sứ giả Nga do boyar Vasily Buturlin dẫn đầu đã đến Pereyaslav, tại đây, vào ngày 18 tháng 1 năm 1654, Rada Cossack được triệu tập và hiệp định được ký kết. Các nhà sử học đã không đi đến thống nhất trong việc giải thích ý định của sa hoàng và Khmelnytsky khi ký kết thỏa thuận này. Hiệp định hợp pháp hóa các yêu sách của Nga đối với thủ đô Kiev Rus' khi xưa,  và củng cố ảnh hưởng của sa hoàng trong khu vực. Khmelnytsky cần hiệp định để có được sự bảo hộ của một quân chủ hợp pháp, và sự hỗ trợ từ một thế lực Chính thống giáo thân thiện.
Các nhà sử học đã có những cách hiểu khác nhau về mục tiêu của Khmelnytsky với liên minh: liệu đó có phải là một liên minh quân sự, một quyền bá chủ hay một sự hợp nhất hoàn toàn Ukraina vào nước Nga Sa hoàng hay không.
Sự khác biệt được thể hiện trong buổi lễ tuyên thệ trung thành với sa hoàng: sứ giả Nga từ chối đáp lại bằng một lời thề của nhà thống trị đối với thần dân của mình, như người Cossack và Ruthenia mong đợi vì đó là tục lệ của quốc vương Ba Lan. Khmelnytsky xông ra khỏi nhà thờ và đe dọa hủy bỏ toàn bộ hiệp định. Người Cossack quyết định hủy bỏ yêu cầu và tuân theo hiệp định.

## Những năm cuối
Theo kết quả của Hiệp định Pereyaslav năm 1654, bản đồ địa chính trị của khu vực thay đổi. Nga tham gia sân khấu chính trị, và các đồng minh cũ của người Cossack là người Tatar thì đổi sang phe Ba Lan, họ bắt đầu cuộc chiến chống lại Khmelnytsky và quân của ông. Các vụ đột kích của người Tatar khiến toàn bộ các khu vực của Sich bị giảm dân số. Người Cossack được hỗ trợ từ quân đội Sa hoàng đã trả thù tại những vùng đất của Ba Lan nay thuộc Belarus. Vào mùa xuân năm 1654, người Cossack đã đánh đuổi người Ba Lan khỏi phần lớn Belarus. Thụy Điển cũng bước vào thế cục, họ là kẻ thù cũ của cả Ba Lan và Nga. Năm 1656, khi Ba Lan-Litva ngày càng thù địch và thành công chống lại Thụy Điển, nhà cai trị Transylvania là George II Rákóczi cũng tham gia. Bị đòn từ mọi phía, Ba Lan-Litva gặp nguy cơ.

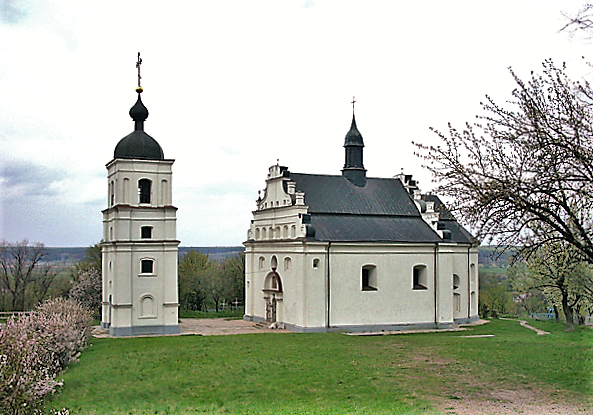
Nhà thờ tại Subotiv, Ukraina, nơi an táng Khmelnytsky

Nga tấn công Thụy Điển vào tháng 7 năm 1656, trong khi quân Thụy Điển đang giao tranh với Ba Lan. Cuộc chiến này kết thúc trong tình trạng nguyên trạng hai năm sau đó, nhưng vấn đề trở nên phức tạp đối với Khmelnytsky, vì đồng minh Thụy Điển của ông giờ đang chiến đấu với lãnh chúa Nga của ông. Ngoài những căng thẳng ngoại giao giữa sa hoàng và Khmelnytsky, một số bất đồng khác giữa hai bên đã nổi lên. Đặc biệt, họ lo ngại sự can thiệp của các quan chức Nga vào tài chính của Quốc gia hetman Cossack và Belarus mới chiếm được. Sa hoàng đã ký kết một hiệp định riêng với người Ba Lan tại Vilnius vào năm 1656. Các sứ giả của Hetman thậm chí không được phép tham dự các cuộc đàm phán.
Khmelnytsky viết một bức thư giận dữ cho sa hoàng cáo buộc ông ta vi phạm thỏa thuận Pereyaslav. Ông so sánh người Thụy Điển với sa hoàng và nói rằng những người Thụy Điển đáng kính và đáng tin cậy hơn người Nga.
Tại Ba Lan, quân đội Cossack và các đồng minh Transylvania phải chịu một số thất bại. Kết quả là Khmelnytsky phải đối phó với một cuộc nổi dậy của người Cossack ở ngay trong nước. Tin tức đáng lo ngại cũng đến từ Krym, khi người Tatar liên minh với Ba Lan đang chuẩn bị cho một cuộc xâm lược mới vào Ukraina. Mặc dù đã bị ốm, Khmelnytsky vẫn tiếp tục tiến hành các hoạt động ngoại giao, thậm chí có thời điểm còn tiếp các phái viên của sa hoàng ngay trên giường của mình.

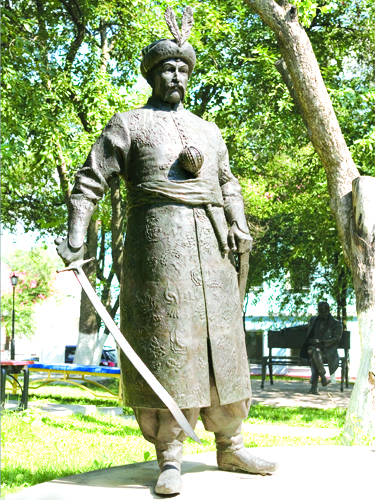
Đài tưởng niệm Bohdan Khmelnytsky tại Kyiv, Ukraina. Các tác giả là Boris Krylov và Oles Sydoruk.

Vào ngày 22 tháng 7, ông bị xuất huyết não và bị liệt sau cuộc diện kiến với Thượng tá Zhdanovich của Kiev. Cuộc viễn chinh của ông đến Halychyna đã thất bại vì binh biến trong quân đội của ông. Chưa đầy một tuần sau, Bohdan Khmelnytsky qua đời lúc 5 giờ sáng ngày 27 tháng 7 năm 1657. Tang lễ của ông được tổ chức vào ngày 23 tháng 8, và thi thể được đưa từ thủ đô Chyhyryn đến điền trang của ông tại Subotiv để an táng tại nhà thờ tổ tiên. Năm 1664, một hetman người Ba Lan là Stefan Czarniecki đã chiếm lại Subotiv, theo một số nhà sử học Ukraina thì người này đã ra lệnh khai quật thi thể của hetman và con trai ông là Tymish, trong khi những người khác cho rằng không phải như vậy.

## Ảnh hưởng
Khmelnytsky có ảnh hưởng quan trọng đến lịch sử Ukraina. Ông không chỉ định hình tương lai của Ukraina mà còn ảnh hưởng đến cán cân quyền lực tại châu Âu, vì sự suy yếu của Ba Lan-Litva đã bị Áo, Sachsen, Phổ và Nga lợi dụng. Các hành động và vai trò của ông trong các sự kiện được những người đương thời khác nhau nhìn nhận khác nhau, và thậm chí bây giờ vẫn có những quan điểm khác nhau rất nhiều về di sản của ông.

### Đánh giá của Ukraina

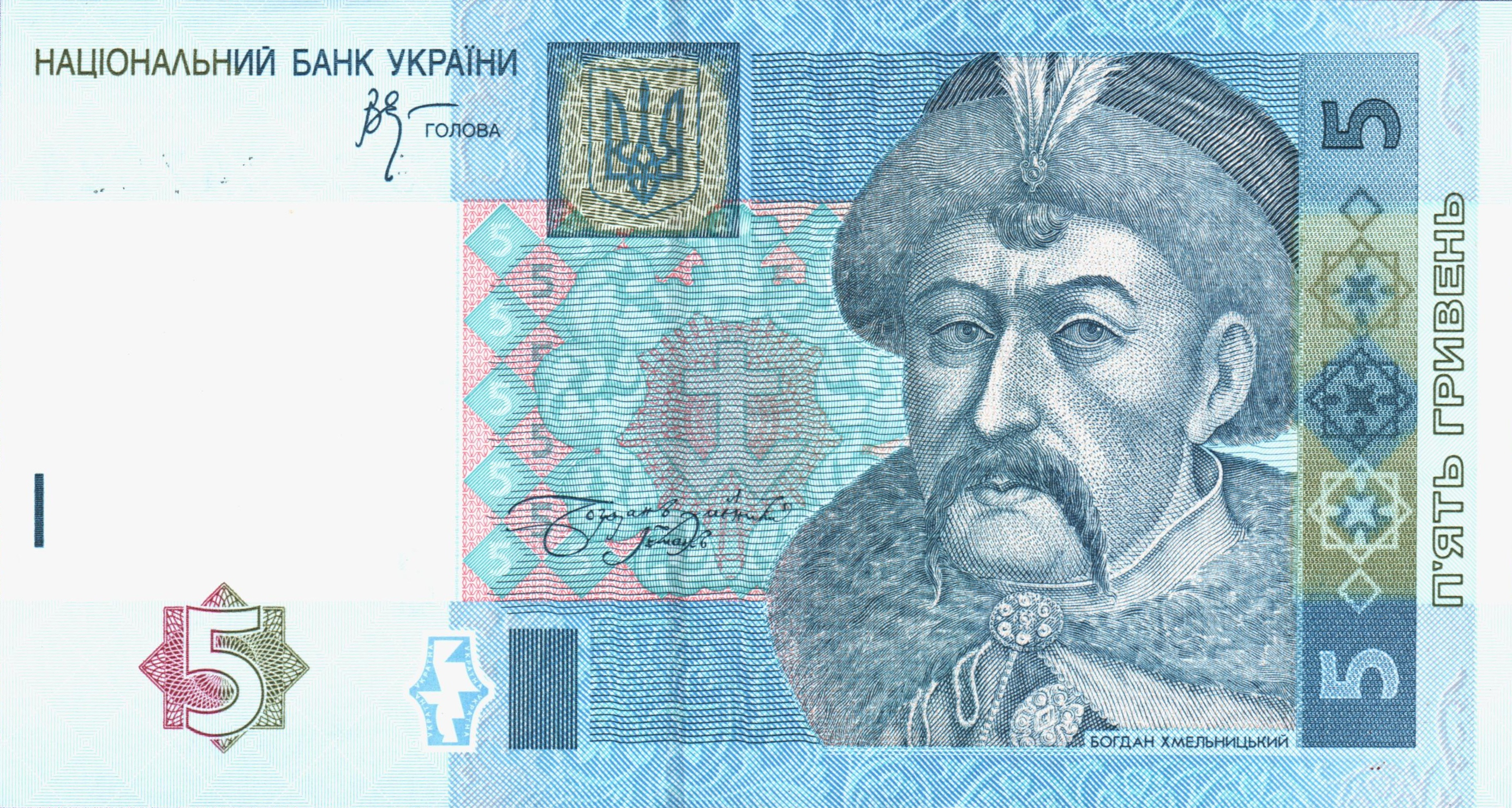
Tiền giấy năm hryvnia Ukraina in hình Hetman Bohdan Khmelnytsky

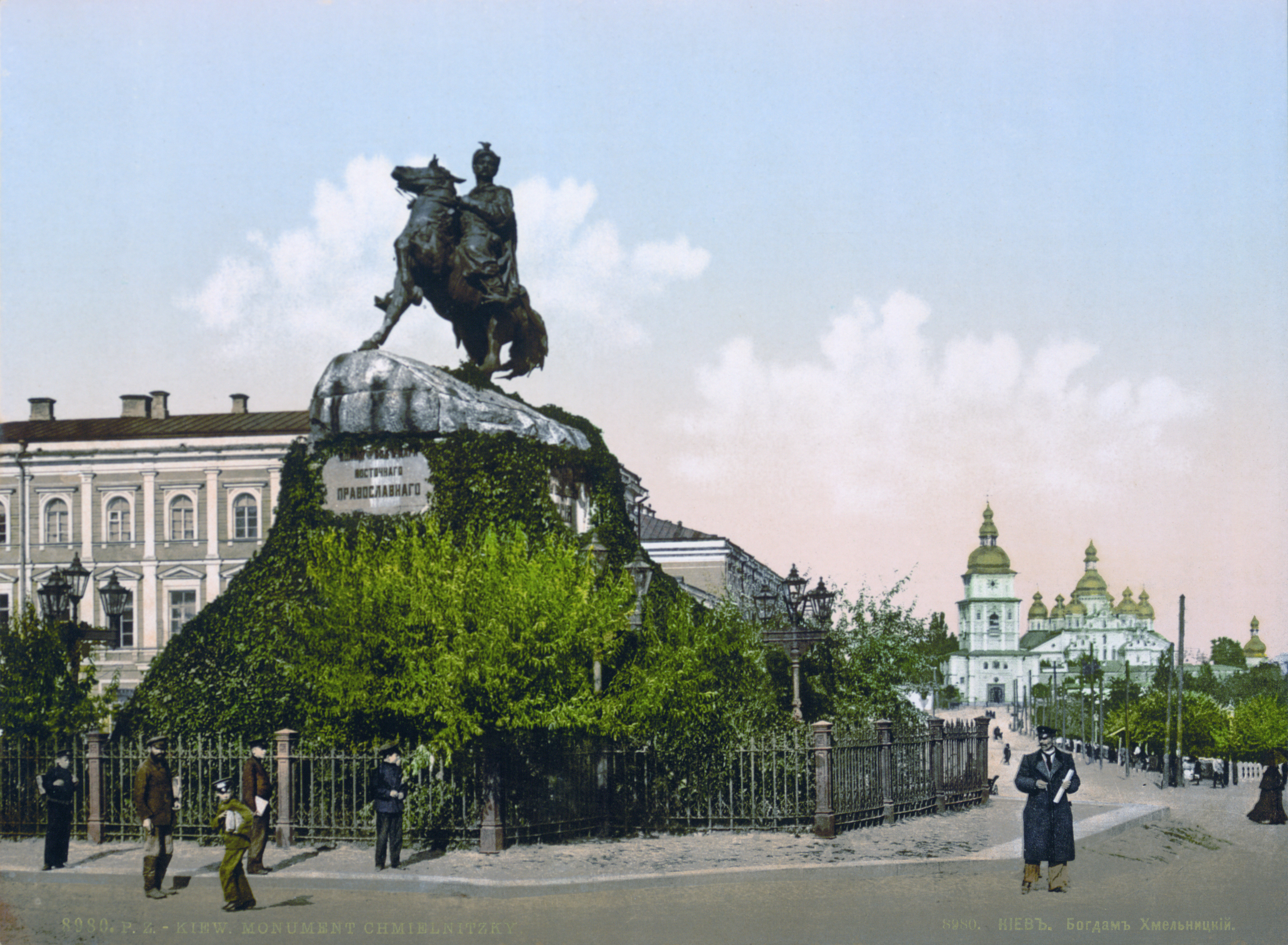
Đài tưởng niệm Bohdan Khmelnytsky tại Kyiv năm 1905

Tại Ukraina, Khmelnytsky thường được nhìn nhận là một anh hùng dân tộc. Một thành phố và một tỉnh của quốc gia mang tên ông.  Hình ảnh của ông được hiển thị nổi bật trên tiền giấy của Ukraina và tượng đài của ông nằm tại trung tâm Kyiv là tâm điểm của thủ đô Ukraina. Cũng đã có một số Huân chương Bohdan Khmelnytsky được trao tặng, là một trong những huân chương cao quý nhất tại Ukraina và Liên Xô cũ. Tại hầu hết các thành phố của Ukraina đều có đường Bohdan Khmelnytskyi, cũng như Đại lộ Bohdan Khmelnytskyi tại thành phố Dnipro.
Dù có nhiều đánh giá tích cực này đối với di sản của ông, ngay cả tại Ukraina thì điều này còn lâu mới được nhất trí. Ông bị chỉ trích vì liên minh với Nga, mà theo quan điểm của một số người thì là một thảm họa cho tương lai của đất nước. Nhà thơ nổi tiếng người Ukraina Taras Shevchenko là một trong những người chỉ trích Khmelnytsky rất mạnh mẽ và gay gắt. Những người khác chỉ trích ông vì liên minh với người Tatar Krym, điều đó cho phép người Tatar Krym bắt một số lượng lớn nông dân Ukraine làm nô lệ. (Người Cossack với tư cách là một đẳng cấp quân sự đã không bảo vệ kholopy, tầng lớp thấp nhất của người Ukraina). Các bài hát dân gian nắm bắt được điều này. Nhìn chung, quan điểm về di sản của ông ở Ukraina ngày nay là tích cực hơn là tiêu cực, với một số nhà phê bình thừa nhận rằng liên minh với Nga là do sự cần thiết và một nỗ lực để tồn tại trong những thời điểm khó khăn đó.
Trong một cuộc thăm dò của Nhóm xã hội học xếp hạng của Ukraina năm 2018, 73% người Ukraina được hỏi có thái độ tích cực với Khmelnytsky.
Lữ đoàn Tổng thống riêng biệt "Hetman Bohdan Khmelnytskyi" là một đơn vị của Lực lượng vũ trang Ukraina có nhiệm vụ bảo vệ tổng thống Ukraina, được đặt tên để tôn vinh Khmelnytsky.

### Đánh giá của Ba Lan
Vai trò của Khmelnytsky trong lịch sử của Nhà nước Ba Lan chủ yếu được nhìn nhận dưới góc độ tiêu cực. Cuộc khởi nghĩa năm 1648 được chứng minh là sự kết thúc thời kỳ Hoàng kim của Thịnh vượng chung Ba Lan-Litva và là bước khởi đầu của quá trình sụp đổ của nó. Mặc dù liên bang tồn tại sau cuộc khởi nghĩa và cuộc chiến sau đó, nhưng trong vòng một trăm năm, liên bang sẽ bị chia cắt giữa Nga, Phổ và Áo trong các lần phân chia Ba Lan. Nhiều người Ba Lan đổ lỗi cho Khmelnytsky về sự suy tàn của Thịnh vượng chung.
Khmelnytsky đã từng là chủ đề của một số tác phẩm hư cấu trong văn học Ba Lan thế kỷ 19, nhưng cách đối xử đáng chú ý nhất về ông trong văn học Ba Lan được tìm thấy trong tác phẩm của Henryk Sienkiewicz là Bằng Lửa và Gươm. Phác họa khá phê phán về ông của Sienkiewicz được dung hòa bớt trong phim chuyển thể năm 1999 của Jerzy Hoffman.

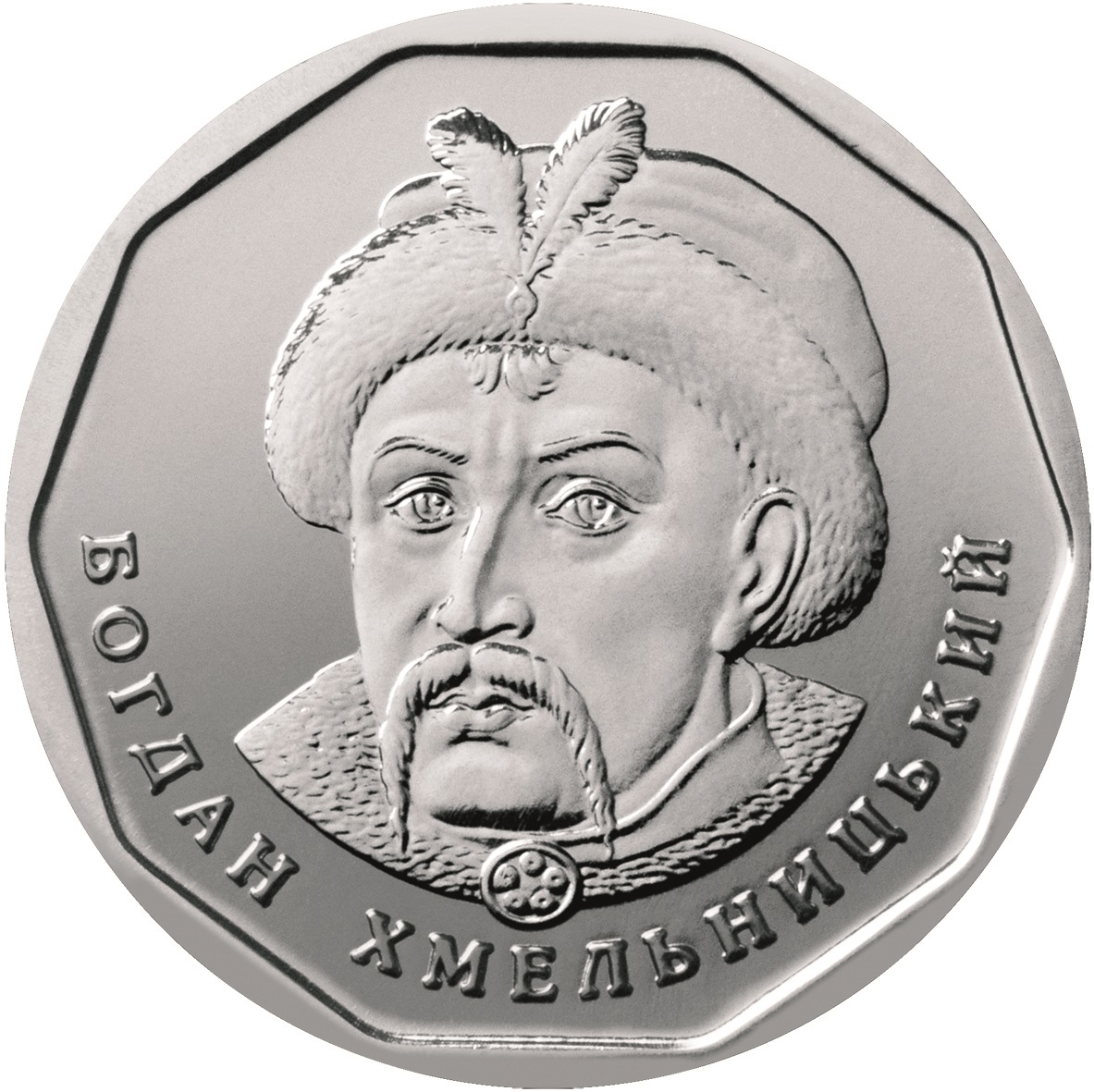
Five hryvnia coin, Ukraine, 2018 (reverse)

### Lịch sử Nga và Liên Xô
Sử sách chính thức của Nga nhấn mạnh thực tế rằng Khmelnytsky đã liên minh với Sa hoàng Alexei Mikhailovich cùng bày tỏ mong muốn "tái thống nhất" Ukraina với Nga. Quan điểm này tương ứng với lý thuyết chính thức về việc chính thể tại Moskva có tư cách thừa kế Kiev Rus', tập hợp các lãnh thổ cũ của nó một cách thích đáng.
Khmelnytsky được nhìn nhận là anh hùng dân tộc của Nga vì đã đưa Ukraina vào "liên minh vĩnh cửu" của tất cả các nước Nga - Đại (Nga), Tiểu (Ukraina) và Bạch (Belarus). Do đó, ông rất được kính trọng và tôn kính trong suốt thời kỳ tồn tại của Đế quốc Nga. Vai trò của ông được trình bày như là một hình mẫu cho tất cả người dân Ukraina noi theo: mong muốn có mối quan hệ chặt chẽ hơn với Đại Nga. Quan điểm này được thể hiện trong một đài tưởng niệm do nhà dân tộc chủ nghĩa Nga Mikhail Yuzefovich đặt làm, được lắp đặt ở trung tâm Kyiv vào năm 1888.
Các nhà chức trách Nga quyết định phiên bản gốc của tượng đài (do nhà điêu khắc người Nga Mikhail Mikeshin tạo ra) quá bài ngoại; đó là miêu tả một người Ba Lan, một người Do Thái và một linh mục Công giáo bị chế ngự dưới vó ngựa. Dòng chữ trên tượng đài có nội dung "Gửi Bohdan Khmelnytsky từ một nước Nga duy nhất và không thể chia cắt." Mikeshin cũng tạo ra Đài kỷ niệm Thiên niên kỷ của Nga tại Novgorod, tại đó Khmelnytsky được thể hiện là một trong những nhân vật nổi bật của Nga.
Ngành chép sử Liên Xô tuân theo nhiều phương diện trong lý thuyết tái thống nhất của Đế quốc Nga, trong khi thêm khía cạnh đấu tranh giai cấp vào câu chuyện. Khmelnytsky được ca ngợi không chỉ vì đã tái thống nhất Ukraina với Nga, mà còn vì đã tổ chức cuộc đấu tranh giai cấp của nông dân Ukraina bị áp bức chống lại bọn bóc lột Ba Lan.

### Lịch sử Do Thái
Đánh giá về Khmelnytsky trong lịch sử Do Thái hoàn toàn tiêu cực vì ông đổ lỗi cho người Do Thái hỗ trợ szlachta của Ba Lan, vì người Do Thái thường được họ thuê làm người thu thuế. Bohdan tìm cách loại trừ người Do Thái khỏi Ukraine. Do đó, theo hiệp định Zboriv, tất cả người Do Thái bị cấm sinh sống trên lãnh thổ do phiến quân Cossack kiểm soát.
Cuộc khởi nghĩa Khmelnytsky dẫn đến cái chết của ít nhất vài nghìn người Do Thái sống trên lãnh thổ. Do thiếu dữ liệu đáng tin cậy để đánh giá quy mô dân số Do Thái địa phương và số lượng nạn nhân, việc đưa ra ước tính chính xác hơn là một nhiệm vụ khó khăn nếu không muốn nói là bất khả thi đối với các nhà sử học. Những câu chuyện tàn bạo về những nạn nhân bị thảm sát bị chôn sống, cắt thành từng mảnh hoặc buộc phải giết lẫn nhau lan truyền khắp châu Âu và xa hơn nữa. Các cuộc tàn sát đã góp phần làm sống lại những ý tưởng của Isaac Luria, người tôn kính Kabbalah, và việc xác định Sabbatai Zevi là Messiah. Orest Subtelny viết:
Từ năm 1648 đến năm 1656, hàng chục nghìn người Do Thái - do thiếu dữ liệu đáng tin cậy nên không thể thiết lập các số liệu chính xác hơn - đã bị quân nổi dậy giết hại, và cho đến ngày nay cuộc khởi nghĩa của Khmelnytsky được người Do Thái cho là một trong những sự kiện đau thương nhất trong lịch sử của họ.